# الجعلية (الحديدة)

تعديل مصدري - تعديل

الجعليه هي إحدى قرى مديرية المنيرة، التابعة لمحافظة الحديدة اليمنية، بلغ تعداد سكانها 2363 نسمة حسب الإحصاء الذي أجري عام 2004.